# NGC 1284
NGC 1284 ist eine linsenförmige Galaxie vom Hubble-Typ S0 im Sternbild Eridanus am Südsternhimmel. Sie ist schätzungsweise 400 Millionen Lichtjahre von der Milchstraße entfernt und hat einen Durchmesser von etwa 155.000 Lichtjahren.
Das Objekt wurde am 10. Dezember 1798 vom deutsch-britischen Astronomen Wilhelm Herschel entdeckt.